# Алексєєв Микита Сергійович
Микита Сергійович Алексєєв (рос. Никита Сергеевич Алексеев; 27 грудня 1981, м. Мурманськ, СРСР) — російський хокеїст, правий нападник. Виступає за «Сєвєрсталь» (Череповець) у Континентальній хокейній лізі.
Вихованець хокейної школи «Крила Рад» (Москва). Виступав за «Ейрі Оттерс» (ОХЛ), «Спрингфілд Фелконс» (АХЛ), «Тампа-Бей Лайтнінг», «Герші Берс» (АХЛ), «Авангард» (Омськ), «Чикаго Блекгокс», «Ак Барс» (Казань).
В чемпіонатах НХЛ — 156 матчів (20+17), у турнірах Кубка Стенлі — 11 матчів (1+0)
Досягнення
- Володар Кубка Гагаріна (2009, 2010)
- Срібний призер чемпіонату Росії (2006)
- Володар Континентального кубка (2008)